# トマス・コフィン
トマス・チャルクリー・コフィン(Thomas Chalkley Coffin, 1887年10月25日- 1934年6月8日)はアメリカ合衆国アイダホ準州出身の政治家(民主党)。連邦下院議員を1期務めた。

## 経歴
コフィンはアイダホ準州コールドウェルに生まれ、1898年にボイシ近郊に移った。ボイシ高校を経て、ニューハンプシャー州のフィリップス・エクセター・アカデミーに転入した。その後、イェール大学のシェフィールド科学学校(en)に入学し、セント・アンソニー・ホールに所属した後、1910年にイェール・ロー・スクールを卒業した。1911年に弁護士資格を取得し、エイダ郡検事代理を経て、1913年にアイダホ州検事総長代理となった。コフィンは、1915年にポカテッロで個人事務所を開業した。第一次世界大戦では、アメリカ海軍の航空部門に二等兵曹として従軍した。
1931年にポカテッロ市長に選出された。1932年にはアイダホ州第2選挙区から下院議員に立候補し、共和党5期現職のアディソン・スミスを破った。任期中の1934年6月4日、コフィンは連邦議会議事堂南庭の私道で自動車にはねられ、頭蓋骨骨折の重傷を負った。4日後、ワシントンDCのプロビデンス病院で死去し、6月14日にポカテッロに埋葬された。
| 年     |  | 民主党             | 票数   | 得票率 |  | 共和党             | 票数   | 得票率 |  | その他        | 政党   | 票数  | 得票率 |  |
| ------ |  | ------------------ | ------ | ------ |  | ------------------ | ------ | ------ |  | ------------- | ------ | ----- | ------ |  |
| 1932年 |  | トマス・コーフィン | 58,138 | 55.0%  |  | アディソン・スミス | 46,273 | 43.8%  |  | William Goold | 自由党 | 1,201 | 1.1%   |  |